# Misato (Miyagi)
Pour les articles homonymes, voir Misato.
Misato (美里町, Misato-machi) est un bourg du district de Tōda, dans la préfecture de Miyagi, au Japon.

## Géographie

### Démographie
Au 1er décembre 2014, la population de Misato s'élevait à 24 764 habitants répartis sur une superficie de 75,06 km2.

## Transports
Misato est desservi par les lignes Tōhoku, Ishinomaki et Rikuu Est de la compagnie JR East. La gare de Kogota est la principale gare de la ville.

## Jumelage
- Winona (Minnesota) (États-Unis)[1].

## Personnalité liée à la ville
- Hiroshi Mitsuzuka (1927-2004), homme politique